# Águeda
Águeda é uma cidade portuguesa sede do Município de Águeda do Distrito de Aveiro, integrando a Região do Centro. O Município de Águeda tem 335 km² de área e 46.495 habitantes em 2022, sendo o quinto município do distrito com maior população residente (apenas ultrapassado pelos municípios de Santa Maria da Feira, Aveiro, Oliveira de Azeméis e Ovar).  
Estatisticamente, Águeda faz parte da Região de Aveiro (NUTS III), incluida na Região Centro (NUTS II) e em Portugal Continental (NUTS I). O município é limitado: a norte por Sever do Vouga; a nordeste por Oliveira de Frades e Vouzela; a leste por Tondela; a sul por Mortágua e Anadia; a sudoeste por Oliveira do Bairro; a oeste por Aveiro e a noroeste por Albergaria-a-Velha.
Além de Águeda, classificada como cidade desde 1985, o Município de Águeda engloba as vilas de Aguada de Cima, Fermentelos, Mourisca do Vouga e Valongo do Vouga (esta última elevada a 6 de agosto de 2009).

## História

### Origens
A história da povoação e actual cidade de Águeda foi fantasiada ao longo de séculos. Pensava-se, por exemplo, que Águeda se identificava com o oppidum lusitano-romano de Aeminium. O antigo edifício da Câmara Municipal ostentava um brasão com uma legenda que aludia a essa suposição tradicional: "A Romanis Aeminium". Sabe-se, desde finais do século XIX, que as ruínas de Aeminium se conservam sob a actual cidade de Coimbra. Igualmente sem fundamento é a identificação de Águeda com Anegia, "cidade" medieval importante identificada com a moderna Eja, no concelho de Penafiel.
Para o local onde depois se desenvolveu a aldeia de Águeda, as mais antigas referências documentais falam-nos num casal, num porto localizado junto ao rio Águeda e numa igreja  Concretamente, documentos do século XI referem a existência de um "Casal de Lausato", localizado entre Oronhe e Assequins. A fronteira entre esse casal e Assequins era definida por um pequeno curso de água que corria para o "porto de Sancta Eolalia". Já existia, assim, uma igreja de Santa Eulália, mas esta seria uma igreja localizada em local isolado. O principal centro seria Assequins, que foi sede de concelho até ao século XIX. Várias outras igrejas da região foram construídas em locais mais ou menos isolados, por exemplo a igreja de Santa Maria de Lamas, fora da vila de Vouga, a igreja de São Pedro de Avelãs de Cima, fora da vila de Avelãs de Cima, a igreja de São Vicente de Sangalhos, fora da vila de Sangalhos, etc.
Até ao século XII, o trânsito da chamada estrada mourisca passava mais para ocidente. Uma rectificação do traçado da estrada, ocorrida entre meados do século XII e inícios do século XIII, colocou a estrada a passar onde depois se formou a povoação de Águeda.  Essa rectificação do traçado da estrada terá sido acompanhada pela construção de pontes, nomeadamente no Vouga e no Águeda, as quais estão documentadas a partir da década de 1230. 
Entretanto, as várias inquirições realizadas ao longo do século XIII, inequívocas sobre a existência de diversas povoações importantes, como Vouga, Óis, Espinhel, Recardães, Assequins, etc., guardam o mais absoluto silêncio sobre a existência de uma povoação chamada "Águeda", que só mais tarde se documentará.
Por sua vez, o Casal de Lausato do século XI nunca mais volta a ser referido. Torna-se assim arriscado estabelecer uma linha de continuidade entre o Casal de Lausato e a Águeda que aparece séculos mais tarde. O que parece seguro afirmar é que Águeda se formou na sequência da construção da ponte.

### De povoação a cidade
Devido à sua fundação tardia, Águeda foi durante séculos uma simples aldeia do concelho de Aveiro, aliás com uma franja a oriente que pertencia ao concelho de Assequins. Águeda era uma simples aldeia, no entanto foi-se afirmando gradualmente como uma aldeia importante, grande e rica. Na idade média, os concelhos mais importantes nesta região eram  Vouga, tendencialmente em decadência, e Aveiro, em ascensão.
No território que formou o moderno concelho de Águeda, existiam outros concelhos, entre os quais se destacavam, além do de Vouga, os de Óis da Ribeira, Recardães e Assequins.
A sua posição viária estratégica tornou-a um importante ponto de apoio do caminho de Santiago, tradição que mantém até hoje. Na sua albergaria ter-se-á recolhido em 1325 Rainha Santa Isabel, quando se dirigia em peregrinação para Santiago de Compostela.
Apesar de ser povoação próspera e de seus moradores terem diversos privilégios, como testemunham os procuradores de Aveiro nas Cortes de Évora em 1451, Águeda não recebeu foral próprio. D. Manuel I incluiu Águeda no foral concedido a Aveiro, em 1515. Assequins, povoação actualmente incluída na cidade, recebeu foral próprio de D. Manuel I.
Em 1834, Águeda ascende à categoria de sede de concelho por consequência da revolução liberal, sendo esta reforma administrativa atribuída à sua capital importância na estratégia político-militar da resistência à 2ª invasão francesa (a localidade possuía um hospital militar que socorria os feridos provenientes das batalhas).
Já no século XX, Águeda testemunha um dos seus acontecimentos mais marcantes: a Batalha (ou Combate) das Barreiras. O confronto deu-se a 27 de janeiro de 1919, dia em que um grupo de republicanos, apoiados por militares, derrotaram na zona das Barreiras (norte de Águeda) as tropas comandadas pelo monárquico Paiva Couceiro, que vinham do Norte e avançavam para Coimbra.
No dia 8 de julho de 1985, a vila de Águeda é elevada à categoria de cidade. Desde então tem experimentado um franco desenvolvimento económico e social, com altos e baixos, sendo uma das cidades mais industrializadas do país.

## Freguesias

Atuais freguesias (ou uniões de freguesias) do município de Águeda.

O município de Águeda subdivide-se em 11 freguesias ou uniões de freguesias (após a reorganização administrativa de 2013):   
- Aguada de Cima
- Águeda e Borralha (sede municipal)
- Barrô e Aguada de Baixo
- Belazaima do Chão, Castanheira do Vouga e Agadão
- Fermentelos
- Macinhata do Vouga
- Préstimo e Macieira de Alcoba
- Recardães e Espinhel
- Travassô e Óis da Ribeira
- Trofa, Segadães e Lamas do Vouga
- Valongo do Vouga

## Economia

### Indústria
A principal atividade económica de Águeda é a indústria, que viveu os seus "tempos dourados" nas décadas de 1970 e 1980 com uma intensa produção de ciclomotores e bicicletas, valendo-lhe o epíteto de "Capital da Bicicleta". Adquiriu também a fama de "terra das ferragens" por ser este o seu segundo setor industrial mais privilegiado.
Nos anos ´90, começaram a falir algumas das fábricas mais importantes do município e, desde então, Águeda vive tempos mais depressivos no que diz respeito ao ramo industrial. No início do novo milénio, perdeu ainda algumas fábricas para os municípios vizinhos de Tondela e Oliveira de Frades, que se tornaram dois polos industriais dinâmicos na região.
Ainda assim, o município tem tentado recuperar alguma da sua importância neste setor, sendo exemplo desta revitalização o Parque Empresarial do Casarão. Inaugurado em 2017 e com uma área total de 1.640.072 m², o parque é fruto de um investimento aproximado de 5 milhões de euros da Câmara Municipal, acolhendo algumas empresas da indústria das duas rodas. 
Águeda dispõe ainda de uma incubadora de empresas a funcionar desde 2014, um laboratório de inovação e desenvolvimento criativo (Águeda Living Lab) e um laboratório de inovação e pesquisa em novas tecnologias e aplicações na área da iluminação (Lighting Living Lab), um dos setores onde a indústria aguedense mais tem apostado recentemente.

### Comércio
A atividade comercial de Águeda assume um relativo destaque, sendo dominante em grande parte das freguesias e núcleos urbanos. Desde a pandemia de COVID-19, a autarquia de Águeda promove uma campanha anual para dinamizar o comércio local. Nas compras efetuadas nos estabelecimentos aderentes, o cliente tem direito a cupões de participação consoante o valor das suas compras, que, depois de devidamente preenchidos, são colocados numa tômbola e posteriormente sorteados. Após o sorteio, são atribuídos vales de compras que só podem ser utilizados novamente nos estabelecimentos de comércio local aderentes.

### Agricultura
A agricultura - principalmente do milho, da fruta e da vinha - e a extração florestal têm também um papel importante na economia local de Águeda, principalmente nas freguesias onde predominam as áreas rurais, como Lamas do Vouga, Préstimo e Belazaima do Chão. Curiosamente, no brasão municipal, estas atividades surgem representadas pelas uvas de ouro e os dois pinheiros, a par com a roda dentada (símbolo da indústria) e o rio (Águeda, afluente do Vouga).

## População
Distribuição da população do município de Águeda por freguesia (Censos de 2021, INE):
| Freguesia                                        | De 0 a 14 anos | De 0 a 14 anos | De 0 a 14 anos | De 15 a 24 anos | De 15 a 24 anos | De 15 a 24 anos | De 25 a 64 anos | De 25 a 64 anos | De 25 a 64 anos | 65 ou mais anos | 65 ou mais anos | 65 ou mais anos | População total (Censo de 2021) | População total (Censo de 2021) | População total (Censo de 2021) |
| Freguesia                                        | H              | M              | Total          | H               | M               | Total           | H               | M               | Total           | H               | M               | Total           | H                               | M                               | Total                           |
| ------------------------------------------------ | -------------- | -------------- | -------------- | --------------- | --------------- | --------------- | --------------- | --------------- | --------------- | --------------- | --------------- | --------------- | ------------------------------- | ------------------------------- | ------------------------------- |
| Aguada de Cima                                   | 251            | 246            | 497            | 196             | 206             | 402             | 995             | 1075            | 2070            | 414             | 511             | 925             | 1856                            | 2038                            | 3894                            |
| Fermentelos                                      | 184            | 176            | 360            | 161             | 154             | 315             | 774             | 814             | 1588            | 342             | 423             | 765             | 1461                            | 1567                            | 3028                            |
| Macinhata do Vouga                               | 218            | 177            | 395            | 137             | 148             | 285             | 798             | 831             | 1629            | 417             | 484             | 901             | 1570                            | 1640                            | 3210                            |
| Valongo do Vouga                                 | 289            | 251            | 540            | 228             | 225             | 453             | 1187            | 1209            | 2396            | 565             | 683             | 1248            | 2269                            | 2368                            | 4637                            |
| Águeda e Borralha                                | 918            | 839            | 1757           | 713             | 720             | 1433            | 3526            | 3804            | 7330            | 1396            | 1794            | 3190            | 6553                            | 7157                            | 13710                           |
| Barrô e Aguada de Baixo                          | 156            | 160            | 316            | 136             | 137             | 273             | 789             | 807             | 1596            | 395             | 508             | 903             | 1476                            | 1612                            | 3088                            |
| Belazaima do Chão, Castanheira do Vouga e Agadão | 72             | 60             | 132            | 63              | 75              | 138             | 332             | 342             | 674             | 199             | 273             | 472             | 666                             | 750                             | 1416                            |
| Recardães e Espinhel                             | 322            | 329            | 651            | 289             | 258             | 547             | 1456            | 1600            | 3056            | 691             | 814             | 1505            | 2758                            | 3001                            | 5759                            |
| Travassô e Óis da Ribeira                        | 134            | 124            | 258            | 93              | 93              | 186             | 542             | 580             | 1122            | 287             | 351             | 638             | 1056                            | 1148                            | 2204                            |
| Trofa, Segadães e Lamas do Vouga                 | 294            | 294            | 588            | 208             | 229             | 437             | 1134            | 1247            | 2381            | 503             | 573             | 1076            | 2139                            | 2343                            | 4482                            |
| Préstimo e Macieira de Alcoba                    | 37             | 26             | 63             | 25              | 29              | 54              | 175             | 171             | 346             | 87              | 153             | 240             | 324                             | 379                             | 703                             |
| Total                                            | 2875           | 2682           | 5557           | 2249            | 2274            | 4523            | 11708           | 12480           | 24188           | 5296            | 6567            | 11863           | 22128                           | 24003                           | 46131                           |

### Evolução da população residente no município
(resultados definitivos dos Recenseamentos Gerais da População disponibilizados pelo Instituto Nacional de Estatística no site www.ine.pt)' 
| Número de habitantes residentes | Número de habitantes residentes | Número de habitantes residentes | Número de habitantes residentes | Número de habitantes residentes | Número de habitantes residentes | Número de habitantes residentes | Número de habitantes residentes | Número de habitantes residentes | Número de habitantes residentes | Número de habitantes residentes | Número de habitantes residentes | Número de habitantes residentes | Número de habitantes residentes | Número de habitantes residentes | Número de habitantes residentes |
| ------------------------------- | ------------------------------- | ------------------------------- | ------------------------------- | ------------------------------- | ------------------------------- | ------------------------------- | ------------------------------- | ------------------------------- | ------------------------------- | ------------------------------- | ------------------------------- | ------------------------------- | ------------------------------- | ------------------------------- | ------------------------------- |
| 1864                            | 1878                            | 1890                            | 1900                            | 1911                            | 1920                            | 1930                            | 1940                            | 1950                            | 1960                            | 1970                            | 1981                            | 1991                            | 2001                            | 2011                            | 2021                            |
| 18.889                          | 20.004                          | 20.164                          | 20.416                          | 22.052                          | 22.559                          | 25.982                          | 29.433                          | 32.991                          | 35.274                          | 36.968                          | 43.216                          | 44.045                          | 49.041                          | 47.729                          | 46 119                          |

(Obs.: Os dados relativos aos recenseamentos de 1864 a 2011 referem-se ao habitantes que tinham a residência oficial neste município à data em que eles se realizaram.)
| Número de habitantes por Grupo Etário (1900 – 2021) | Número de habitantes por Grupo Etário (1900 – 2021) | Número de habitantes por Grupo Etário (1900 – 2021) | Número de habitantes por Grupo Etário (1900 – 2021) | Número de habitantes por Grupo Etário (1900 – 2021) | Número de habitantes por Grupo Etário (1900 – 2021) | Número de habitantes por Grupo Etário (1900 – 2021) | Número de habitantes por Grupo Etário (1900 – 2021) | Número de habitantes por Grupo Etário (1900 – 2021) | Número de habitantes por Grupo Etário (1900 – 2021) | Número de habitantes por Grupo Etário (1900 – 2021) | Número de habitantes por Grupo Etário (1900 – 2021) | Número de habitantes por Grupo Etário (1900 – 2021) | Número de habitantes por Grupo Etário (1900 – 2021) |
| --------------------------------------------------- | --------------------------------------------------- | --------------------------------------------------- | --------------------------------------------------- | --------------------------------------------------- | --------------------------------------------------- | --------------------------------------------------- | --------------------------------------------------- | --------------------------------------------------- | --------------------------------------------------- | --------------------------------------------------- | --------------------------------------------------- | --------------------------------------------------- | --------------------------------------------------- |
|                                                     | 1900                                                | 1911                                                | 1920                                                | 1930                                                | 1940                                                | 1950                                                | 1960                                                | 1970                                                | 1981                                                | 1991                                                | 2001                                                | 2011                                                | 2021                                                |
| 0-14 Anos                                           | 6 590                                               | 7 559                                               | 7 471                                               | 8 454                                               | 9 637                                               | 9 737                                               | 10 923                                              | 10 765                                              | 11 273                                              | 9 099                                               | 7 789                                               | 6 642                                               | 5 556                                               |
| 15-24 Anos                                          | 3 334                                               | 3 663                                               | 4 063                                               | 4 823                                               | 5 232                                               | 6 178                                               | 5 754                                               | 6 080                                               | 7 546                                               | 7 399                                               | 7 200                                               | 5 151                                               | 4 532                                               |
| 25-64 Anos                                          | 8 566                                               | 9 056                                               | 9 193                                               | 10 370                                              | 11 970                                              | 14 322                                              | 15 708                                              | 16 160                                              | 20 009                                              | 22 149                                              | 26 473                                              | 26 598                                              | 24 173                                              |
| > 65 Anos                                           | 1 584                                               | 1 740                                               | 1 756                                               | 1 955                                               | 2 250                                               | 2 521                                               | 2 889                                               | 3 505                                               | 4 388                                               | 5 398                                               | 7 579                                               | 9 338                                               | 11 858                                              |

(Obs: Os dados relativos aos censos de 1900 a 1950 referem-se à população presente no município à data em que eles se realizaram, daí que se registem algumas diferenças relativamente à designada população residente)

## Política

### Eleições autárquicas[12]
| Data | %       | V       | %     | V     | %       | V       | %            | V            | %              | V   | %              | V  | %              | V   | %              | V       | %              | V   | %  | V  | %   | V   | Participação |                |
| Data | PPD/PSD | PPD/PSD | PS    | PS    | CDS-PP  | CDS-PP  | FEPU/APU/CDU | FEPU/APU/CDU | PSN            | PSN | BE             | BE | PND            | PND | PSD-CDS        | PSD-CDS | GCE            | GCE | CH | CH | MPT | MPT | Participação |                |
| ---- | ------- | ------- | ----- | ----- | ------- | ------- | ------------ | ------------ | -------------- | --- | -------------- | -- | -------------- | --- | -------------- | ------- | -------------- | --- | -- | -- | --- | --- | ------------ | -------------- |
| Data | 1976    | 33,65   | 3     | 28,62 | 2       | 26,58   | 2            | 7,10         | -              |     |                |    |                |     |                |         |                |     |    |    |     |     |              | 61,61 / 100,00 |
| 1979 | 34,25   | 3       | 25,76 | 2     | 29,29   | 2       | 8,23         | -            | 69,37 / 100,00 |     |                |    |                |     |                |         |                |     |    |    |     |     |              |                |
| 1982 | 36,19   | 3       | 29,45 | 2     | 24,35   | 2       | 6,50         | -            | 67,18 / 100,00 |     |                |    |                |     |                |         |                |     |    |    |     |     |              |                |
| 1985 | 35,14   | 3       | 21,30 | 1     | 34,85   | 3       | 5,92         | -            | 62,09 / 100,00 |     |                |    |                |     |                |         |                |     |    |    |     |     |              |                |
| 1989 | 40,33   | 3       | 20,56 | 1     | 31,81   | 3       | 4,03         | -            | 63,46 / 100,00 |     |                |    |                |     |                |         |                |     |    |    |     |     |              |                |
| 1993 | 38,79   | 3       | 29,97 | 2     | 20,62   | 2       | 6,20         | -            | 0,69           | -   | 62,27 / 100,00 |    |                |     |                |         |                |     |    |    |     |     |              |                |
| 1997 | 43,66   | 3       | 34,67 | 3     | 13,90   | 1       | 4,00         | -            |                |     | 61,83 / 100,00 |    |                |     |                |         |                |     |    |    |     |     |              |                |
| 2001 | 57,96   | 5       | 33,67 | 2     |         |         | 4,36         | -            | 60,24 / 100,00 |     |                |    |                |     |                |         |                |     |    |    |     |     |              |                |
| 2005 | 39,96   | 3       | 44,31 | 4     | 5,58    | -       | 3,25         | -            | 2,15           | -   | 61,36 / 100,00 |    |                |     |                |         |                |     |    |    |     |     |              |                |
| 2009 | 34,14   | 3       | 54,48 | 4     | 5,16    | -       | 1,90         | -            | 1,28           | -   | 0,39           | -  | 60,96 / 100,00 |     |                |         |                |     |    |    |     |     |              |                |
| 2013 | CDS-PP  | CDS-PP  | 59,98 | 5     | PPD/PSD | PPD/PSD | 3,87         | -            |                |     |                |    | 29,33          | 2   | 53,75 / 100,00 |         |                |     |    |    |     |     |              |                |
| 2017 | 19,32   | 1       | 23,90 | 2     | 5,34    | -       | 1,53         | -            | 1,51           | -   |                |    | 44,10          | 4   | 58,04 / 100,00 |         |                |     |    |    |     |     |              |                |
| 2021 | 44,77   | 4       | 29,52 | 2     | 13,04   | 1       | 1,69         | -            | 1,97           | -   |                |    | 3,74           | -   | PPD/PSD        | PPD/PSD | 52,74 / 100,00 |     |    |    |     |     |              |                |

### Eleições legislativas (em Portugal)
| Data | %     | %     | %     | %    | %     | %     | %        | %     | %    | %     | %    | %    | %       | % | %  | %  | %        |
| Data | PS    | PSD   | CDS   | PCP  | UDP   | AD    | APU/ CDU | FRS   | PRD  | PSN   | B.E. | PAN  | PSD CDS | L | CH | IL | PDR/ ADN |
| ---- | ----- | ----- | ----- | ---- | ----- | ----- | -------- | ----- | ---- | ----- | ---- | ---- | ------- | - | -- | -- | -------- |
| 1976 | 33,85 | 29,07 | 25,91 | 4,14 | 0,64  |       |          |       |      |       |      |      |         |   |    |    |          |
| 1979 | 29,70 | AD    | AD    | APU  | 0,83  | 55,40 | 8,25     |       |      |       |      |      |         |   |    |    |          |
| 1980 | FRS   | AD    | AD    | APU  | 0,56  | 57,48 | 7,50     | 27,95 |      |       |      |      |         |   |    |    |          |
| 1983 | 39,25 | 29,67 | 19,09 | APU  | 0,35  |       | 7,09     |       |      |       |      |      |         |   |    |    |          |
| 1985 | 27,04 | 34,51 | 16,71 | APU  | 0,62  | 6,77  | 10,14    |       |      |       |      |      |         |   |    |    |          |
| 1987 | 22,04 | 59,16 | 7,81  | CDU  | 0,25  | 4,83  | 1,78     |       |      |       |      |      |         |   |    |    |          |
| 1991 | 25,92 | 60,51 | 6,27  | CDU  |       | 2,86  | 0,18     | 1,13  |      |       |      |      |         |   |    |    |          |
| 1995 | 38,61 | 41,31 | 13,75 | CDU  | 0,25  | 3,13  |          | 0,19  |      |       |      |      |         |   |    |    |          |
| 1999 | 40,91 | 38,64 | 13,13 | CDU  |       | 3,44  | 0,22     | 0,97  |      |       |      |      |         |   |    |    |          |
| 2002 | 33,07 | 47,39 | 12,33 | CDU  | 2,94  |       | 1,52     |       |      |       |      |      |         |   |    |    |          |
| 2005 | 40,65 | 35,98 | 10,74 | CDU  | 3,55  | 4,44  |          |       |      |       |      |      |         |   |    |    |          |
| 2009 | 36,77 | 33,27 | 13,32 | CDU  | 3,25  | 7,82  |          |       |      |       |      |      |         |   |    |    |          |
| 2011 | 26,79 | 44,59 | 12,94 | CDU  | 3,58  | 4,27  | 0,61     |       |      |       |      |      |         |   |    |    |          |
| 2015 | 27,87 | CDS   | PSD   | CDU  | 4,02  | 8,29  | 0,78     | 50,51 | 0,33 | 1,03  |      |      |         |   |    |    |          |
| 2019 | 36,09 | 34,09 | 5,50  | CDU  | 2,89  | 9,09  | 2,15     |       | 0,53 | 0,78  | 0,72 | 0,18 |         |   |    |    |          |
| 2022 | 39,42 | 36,30 | 2,49  | CDU  | 1,70  | 4,01  | 0,89     | 0,55  | 6,85 | 4,01  | 0,19 |      |         |   |    |    |          |
| 2024 | 27,73 | AD    | AD    | CDU  | 35,27 | 1,31  | 3,35     | 1,18  | 1,62 | 19,36 | 4,57 | 1,61 |         |   |    |    |          |

## Cultura

### Património
Águeda é um município repleto de valioso património histórico. O núcleo principal localiza-se na freguesia de Lamas do Vouga e inclui as ruínas do oppidum lusitano-romano de Talabriga, conhecido como civitas Marnel na idade média, e as pontes de Vouga e do Marnel, esta construída na primeira metade do século XIV e aquela na primeira metade do século XIII.
Também merece especial destaque o Panteão dos Lemos, um conjunto escultórico quinhentista encomendado pelo 3.º Senhor de Trofa do Vouga, D. Duarte de Lemos, e atribuído ao famoso artista João de Ruão. A obra encontra-se na capela-mor da Igreja de Trofa do Vouga. Refira-se ainda a igreja de Águeda, de estrutura em três naves que remonta ao século XVI, a igreja de Aguada de Cima, reconstruída no século XVIII, mas com uma imagem do século XV, e a de Valongo do Vouga, construída no século XVII e com uma pia batismal manuelina.
Como locais de interesse natural, destaca-se a Pateira de Fermentelos, a maior lagoa natural da Península Ibérica. 

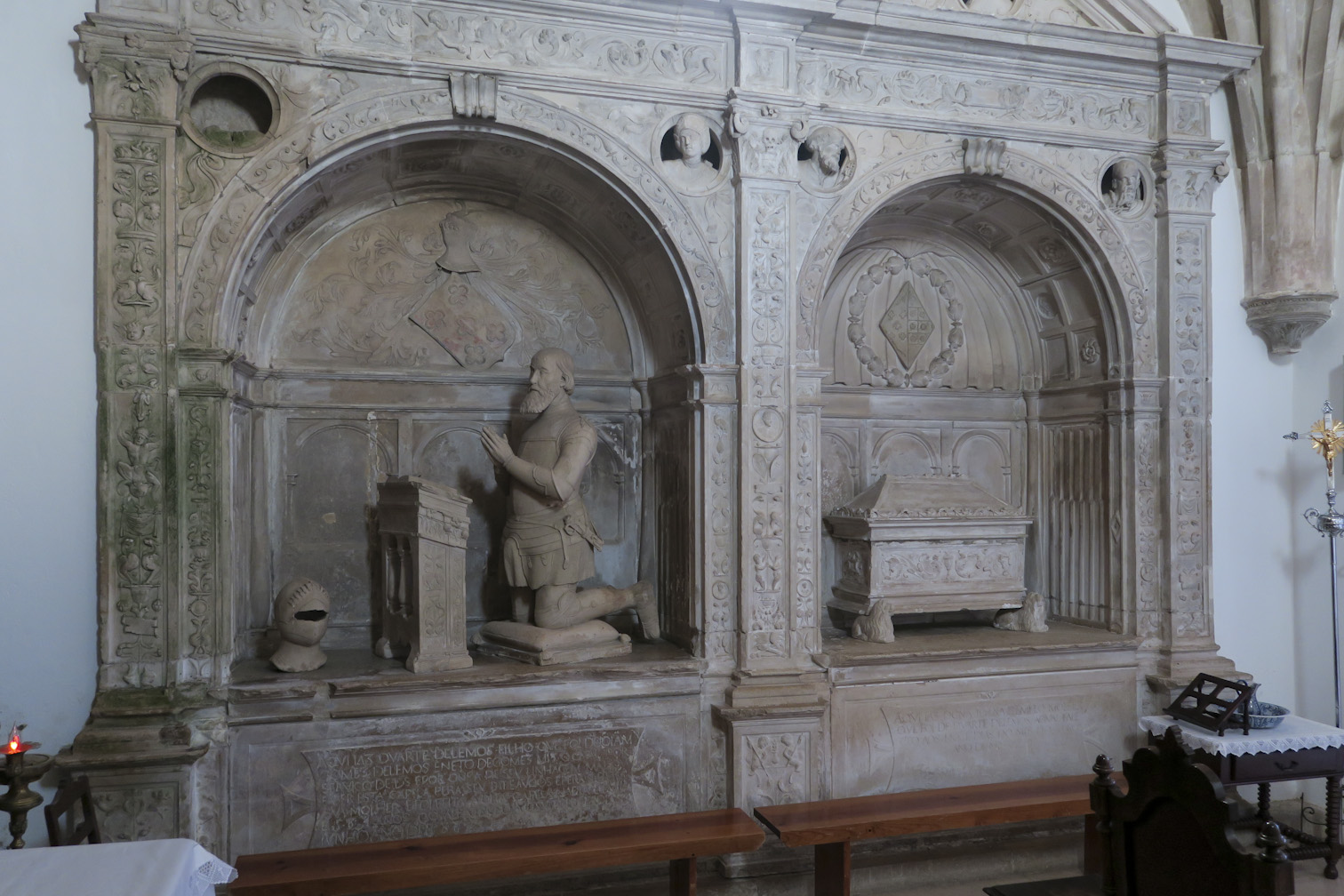
Panteão dos Lemos (igreja da Trofa do Vouga)
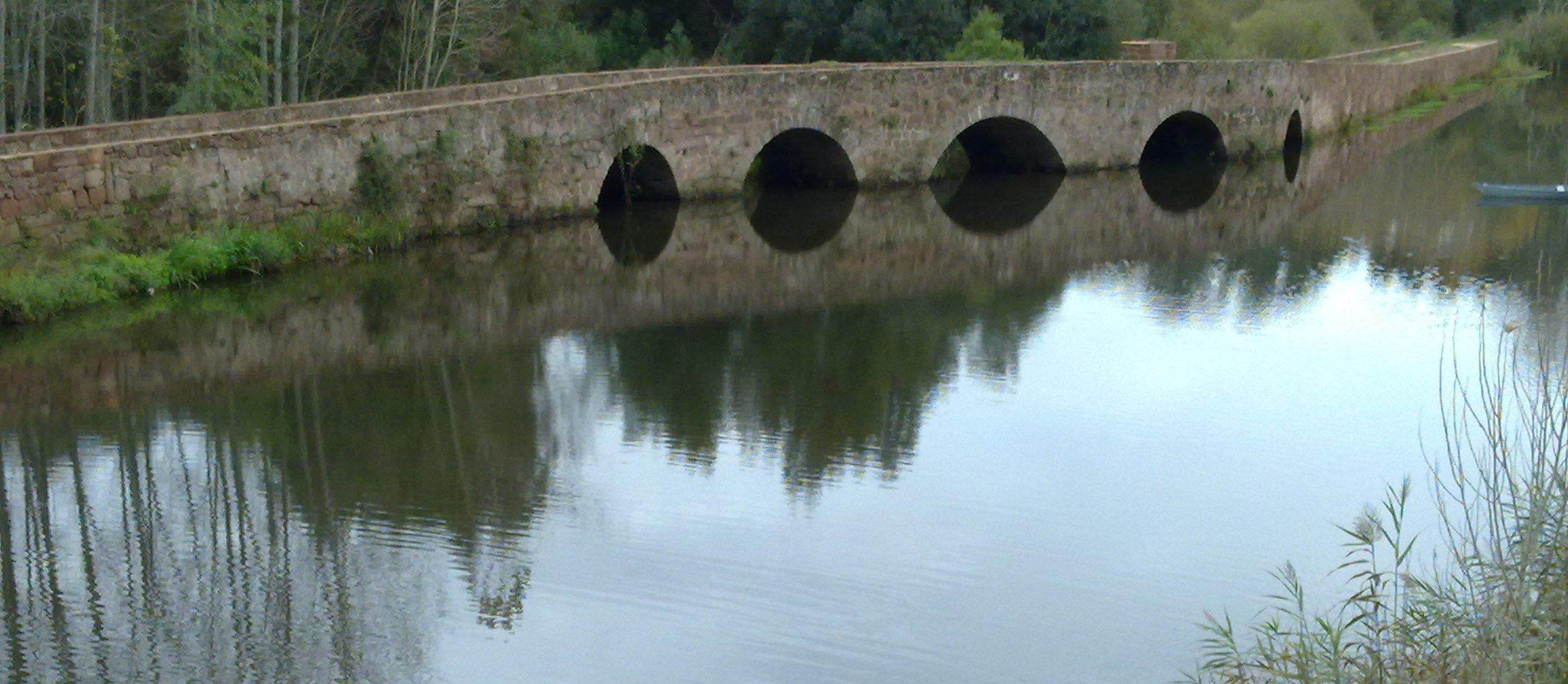
Ponte Medieval do Marnel, Lamas do Vouga
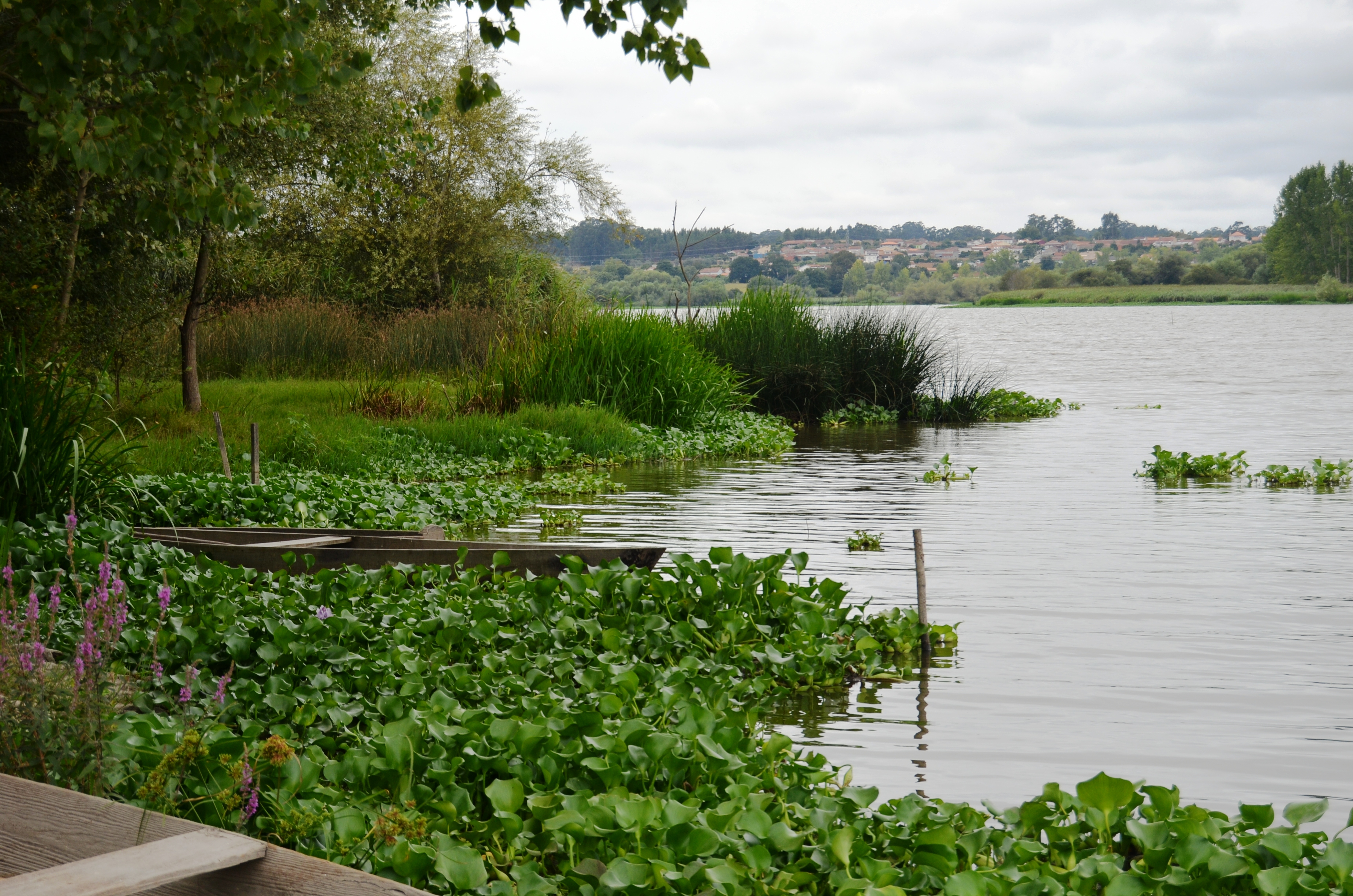
Pateira de Fermentelos

### Animação cultural
Águeda é internacionalmente conhecida pelo seu festival de arte urbana, o AgitÁgueda, criado em 2006 com o objetivo de animar as noites de verão de quem vive ou passa pela cidade. Com o projeto "Umbrella Sky Project", que desde 2011 decora a cidade com guarda-chuvas coloridos durante o verão, o evento obteve um crescimento exponencial e tornou-se um sucesso, vencedor de inúmeros prémios e distinções pela sua aposta musical variada e pela promoção das artes urbanas.
Em 2017, foi inaugurado o Centro de Artes de Águeda, um equipamento municipal dedicado à cultura e às artes que pretende construir uma programação artística regular, contemporânea e eclética, até à data pouco fomentada no município. Equipado com um auditório, um espaço para atividades pedagógicas, um café-concerto, uma zona expositiva e uma livraria, tem vindo a dar palco a inúmeros projetos locais e a artistas de renome nacional e internacional.
Além da iniciativa camarária, a associação cultural D'Orfeu é responsável, desde 1995, por criar eventos e festivais temáticos relacionados com a música e a sua ligação a outras formas de expressão. A par com esta atividade de programação, desenvolve também a formação e a criação artísticas.

### Museus e núcleos museológicos
- Museu da Fundação Dionísio Pinheiro e Alice Pinheiro, Águeda
- Casa-Museu do Cancioneiro de Águeda, Águeda
- Casa-Museu João Tomás Nunes, Fermentelos
- Museu Ferroviário de Macinhata do Vouga
- Museu Etnográfico da Região do Vouga, Mourisca do Vouga
- Centro Interpretativo da Aldeia do Milho Antigo, Macieira de Alcôba
- Centro Interpretativo das Magnólias, Vale Domingos

### Tradições
Do conjunto de tradições artesanais do município, são dignas de referência a olaria, a cestaria, a tecelagem, a tanoaria, a latoaria e o bordado. O município conta também com vários grupos folclóricos e etnográficos, representantes das tradições das várias freguesias. Possui ainda um espaço que preserva a identidade etnográfica da região, o Museu Etnográfico da Região do Vouga, localizado na vila de Mourisca do Vouga e propriedade do Grupo Folclórico da Região do Vouga.
As aldeias típicas de Urgueira, Macieira de Alcoba e Lourizela, na periferia do município, mantêm uma rusticidade genuína e atrativa, preservando ainda algumas destas tradições.

## Desporto

### Associações desportivas
- All4Gym — Associação Gímnica de Águeda

- ACTIB — Águeda Action Club
- Associação Atlética Macinhatense
- ARCOR — Associação de Recreio e Cultura de Óis da Ribeira
- Associação Desportiva de Travassô
- Associação Desportiva Valonguense
- Clube BTT de Águeda
- GiCA — Ginásio Clube de Águeda
- LAAC - Liga dos Amigos de Aguada de Cima
- Recreio Desportivo de Águeda
- Sport Algés de Águeda
- Sporting Clube de Fermentelos
- União Desportiva Mourisquense

### Recreio Desportivo de Águeda
Das associações desportivas do município, a que assume maior destaque é o Recreio Desportivo de Águeda (RDA). O clube desportivo, fundado a 10 de abril de 1924, chegou a ter nos seus tempos áureos escolas de ginástica, ténis, basquetebol, ciclismo, natação e canoagem, que chegaram aos patamares máximos do desporto nacional e mundial (incluindo títulos de Campeão Nacional e participações em Jogos Olímpicos). 
Ao nível futebolístico, o RDA destacou-se na época 1982/1983 quando subiu à 1ª Divisão Nacional, ombreando com os melhores clubes nacionais e exportando jogadores para todo o país. 
Atualmente conta com equipas de futebol sénior, futebol formação, atletismo e equitação. A "casa" do clube é o Estádio Municipal de Águeda, inaugurado em 1974 e remodelado para o Euro 2004, com capacidade para 10.000 espetadores e permitindo jogos televisionados.

## Gastronomia
Como pratos típicos da região, destacam-se o leitão assado à Bairrada, a chanfana, os rojões e a caldeirada de peixe, acompanhados pelos vinhos e espumantes das caves da Bairrada, não fosse esta a região demarcada e gastronómica onde grande parte do território de Águeda se inclui.
A doçaria e confeitaria do mnicípio é composta pelo pastel de Águeda, a barriga de freira, os fuzis e sequilhos, a regueifa, as cavacas e o bolo de Santa Eulália. Este último é um bolo de Natal em homenagem à padroeira da cidade, candidato por Aveiro às 7 Maravilhas Doces de Portugal.

## Administração municipal

### Feriado municipal
O feriado municipal de Águeda é celebrado na segunda-feira que procede o Domingo do Espírito Santo, também conhecido como Domingo de Pentecostes. Este é também o dia da Festa de São Geraldo em Bolfiar, localidade onde o rio Alfusqueiro desagua no rio Águeda.

### Geminações
Águeda possui acordos de geminação com:
- Rio Grande, Rio Grande do Sul, Brasil (desde 16 de novembro de 1993)
- Bissau, Bissau, Guiné-Bissau (desde 10 de março de 1995)
- Ferrol, Galiza, Espanha (desde 26 de agosto de 1999)
- Sint-Gillis-Waas, Flandres Oriental, Bélgica (desde 25 de agosto de 2000)
- Madalena, Ilha do Pico, Açores, Portugal (desde 11 de abril de 2016)

## Aguedenses ilustres
- José Rodrigues de Sucena - 1.º Conde de Sucena, fundador do Hospital de Águeda (1850-1925)
- Adolfo Portela - escritor e jornalista (1866-1923)
- Manuel Homem de Melo da Câmara - 1.º Conde de Águeda, codiretor do semanário Soberania do Povo (1866-1953)
- Neca Carneiro - fundador do Recreio Desportivo de Águeda e de outras coletividades locais (1907-1944)
- Manuel Alegre - escritor e político, candidato às eleições presidenciais de 2011 (1936- )
- António de Vasconcelos Nogueira - filósofo, investigador e jornalista (1961- )
- Nucha — cantora e representante portuguesa no Festival Eurovisão da Canção 1990 (1966- )
- João Pedro de Matos Fernandes — político, ministro do Ambiente nos XXI e XXII Governos Constitucionais (1967- )